# شهرداری الریان
شهرداری الریان (به عربی: بلدیة الریان)، یکی از شهرداری‌های کشور قطر است که در نزدیکی شهر دوحه پایتخت قطر واقع شده‌است.
این شهرداری از مکان‌های اقتصادی و آموزشی در قطر است و دارای شهر آموزشگاهی (المدینة التعلیمیة) است.